# Madeiro
Madeiro é um município brasileiro do estado do Piauí. Localiza-se a uma latitude 03º28'58" sul e a uma longitude 42º30'16" oeste, estando a uma altitude de 30 metros. Sua população estimada em 2004 era de 7 280 habitantes.
Possui uma área de 177,219 km².

## História
O município de Madeiro foi emancipado a partir do desmembramento do município de Luzilândia em 14 de Dezembro de 1995, através do Decreto Nº. 4810/95.
A história de Madeiro remonta ao início do século XX (1913), quando surgiram as primeiras habitações, localizadas à margem direita do Rio Parnaíba. Ali agruparam-se as famílias Madeira, Aristides, Tomaz e Gomes. Aliás, o nome da cidade, Madeiro, é uma homenagem a primeira família a habitar na região, a família Madeira.

## Geografia

### Clima
Por está situado em região tropical e em baixa altitude, possui um clima com pouca variação térmica, geralmente entre 25 °C e 36 °C ao longo do ano; quanto à pluviosidade a média gira em torno de 1200mm/ano, concentrando-se nos meses de janeiro a junho.

### Hidrografia
A rede hidrográfica do município compreende várias lagoas (da Viúva, da Sapucaia, dos Mutuns, da  Sussuapara,  dentre outras), ribeirões e principalmente o rio Parnaíba que banha toda a linha divisória do município com o estado do Maranhão.

### População
A população madeirense vive basicamente de atividades primárias e terciárias, principalmente na agricultura de várzea, no extrativismo (pesca, cera de carnaúba, etc), na pecuária (bovinos, caprinos e suínos)e no setor de serviços (funcionalismo público). Boa parte da população vive na zona urbana, sendo que a proporção entre esta e a população rural se equivalem.

## Economia
O município de Madeiro conta com lojas de confecções, lojas de construção, caixa aqui, farmácias, alguns comércios varejistas e um posto de gasolina.